# I Don't Wanna Dance
Singles de Alex Gaudino
What a Feeling
(2011)
I Don't Wanna Dance est une chanson de musique dance du DJ et compositeur italien Alex Gaudino interprétée par Taboo Nawasha, le chanteur américain de hip-hop membre du groupe Black Eyed Peas. Le single sort le 3 septembre 2012 sous format numérique par le biais du label américain de musique électronique Ultra Records. La chanson est écrite par Taio Cruz, Alfonso Fortunato Gaudino, Giuseppe D'Albenzio et Jamie Luis Gomez. Enregistré en 2012, I Don't Wanna Dance est produit par Alex Gaudino. 

## Liste des pistes
| 1. | I Don’t Wanna Dance (Radio Edit)            | 3:07 |
| 2. | I Don’t Wanna Dance (Original Mix)          | 6:12 |
| 3. | I Don’t Wanna Dance (Radio Instrumental)    | 3:07 |
| 4. | I Don’t Wanna Dance (Original Instrumental) | 6:12 |

## Classement par pays
| Classement (2012)                      | Meilleure position |
| -------------------------------------- | ------------------ |
| Belgique (Flandre Ultratop 50 Singles) | 34                 |
| Belgique (Wallonie Ultratip 50)        | 5                  |
| Tchéquie (IFPI Rádio)                  | 85                 |

## Historique de sortie
| Pays     | Date             | Format                   | Label         |
| -------- | ---------------- | ------------------------ | ------------- |
| Belgique | 3 septembre 2012 | Téléchargement numérique | Ultra Records |